# Коммантри
Коммантри́ (фр. Commentry) — коммуна во Франции, находится в регионе Овернь. Департамент коммуны — Алье. Административный центр кантона Коммантри. Округ коммуны — Монлюсон.
Код INSEE коммуны — 03082.

## Население
Население коммуны на 2008 год составляло 6795 человек.
| 1962 | 1968   | 1975   | 1982 | 1990 | 1999 | 2008 |
| ---- | ------ | ------ | ---- | ---- | ---- | ---- |
| 9711 | 10 026 | 10 043 | 9195 | 8021 | 7206 | 6795 |

## Экономика
В 2007 году среди 4161 человека в трудоспособном возрасте (15—64 лет) 2781 были экономически активными, 1380 — неактивными (показатель активности — 66,8 %, в 1999 году было 66,6 %). Из 2781 активных работали 2389 человек (1346 мужчин и 1043 женщины), безработных было 392 (170 мужчин и 222 женщины). Среди 1380 неактивных 336 человек были учащимися или студентами, 473 — пенсионерами, 571 были неактивными по другим причинам.

## Достопримечательности
- Здание мэрии (1897 год)
- Крытый рынок (XIX век)
- Церковь Сен-Фрон (XII век)
- Церковь Сакре-Кёр в неоклассическом стиле (XIX век). Орган Жозефа Мерклена[англ.]